# شيلا إلياس
شيلا إلياس (بالإنجليزية: Sheila Elias)‏ هي فنانة أمريكية، ولدت في 1945 في شيكاغو في الولايات المتحدة.